# Поляны (Петушинский район)
Поляны — деревня в Петушинском районе Владимирской области России, входит в состав Пекшинского сельского поселения.

## География
Деревня расположена в 18 км на север от центра поселения деревни Пекша и в 23 км на северо-восток от райцентра города Петушки.

## История
В переписных книгах 1678 года деревня Поляны была записана за угличанином Яковом Самойловичем Козиным и его родственником Прокопием Антоновичем Козиным, в ней тогда числилось 6 дворов крестьянских и 2 бобыльских с населением 27 душ мужского пола.
В конце XIX — начале XX века деревня в состав Жаровской волости Покровского уезда Владимирской губернии, с 1921 года — в составе Орехово-Зуевского уезда Московской губернии, с 1924 года — в составе Воспушенской волости. В 1859 году в деревне числилось 22 двора, в 1905 году — 44 двора, в 1926 году — 69 дворов.
С 1929 года деревня являлась центром Полянского сельсовета Петушинского района Московской области, с 1936 года — в составе Рождественского сельсовета, с 1939 года — в составе Короваевского сельсовета, с 1944 года — в составе Владимирской области, с 1979 года — в составе Анкудиновского сельсовета, 2005 года — в составе Пекшинского сельского поселения.

## Население
| 1859 | 1905 | 1926 | 2002 | 2010 | 2021 |
| ---- | ---- | ---- | ---- | ---- | ---- |
| 140  | ↗324 | ↘270 | ↘0   | →0   | →0   |